# 国民総幸福量
国民総幸福量（こくみんそうこうふくりょう、英:Gross National Happiness、略称:GNH）または国民総幸福感（こくみんそうこうふくかん）とは、「国民全体の幸福度」を示す“尺度”である。
精神面での豊かさを「値」として、ある国の国民の社会・文化生活を国際社会の中で評価・比較・考察することを目的としている。特徴は、国民総生産 (Gross National Product, GNP) や国内総生産 (GDP) との大きな違いである。つまり、GNPまたはGDPが、計算方法に違いはあっても、或る国の社会全体の経済的生産及び物質主義的な側面での「豊かさ」だけに注目し、その国の国民生活を数値化、つまり「金額」として表現していることを批判するものである。GNPやGDPに示される或る国の資本主義的価値が、その国の国際的貿易経済での成長指数であるのは明白だが、この数値だけが、その国や国民を、国際社会の中で評価・比較・位置付けする一般的な手段となっていることに疑問視する観点から、国民の生活を、全く別の方向から比較・評価する基準を示すものとして注目され使用されている。

## 歴史
1972年にブータン王国の国王ジグミ・シンゲ・ワンチュクの提唱で、ブータン王国で初めて調査され、以後、国の政策に活用されている。
ブータンでは、国民一人当たりの幸福を最大化することによって社会全体の幸福を最大化することを目指すべきだとする考えから誕生したものである。現在、ブータン政府は国民総幸福量の増加を政策の中心としている。政府が具体的な政策を実施し、その成果を客観的に判断するための基準にするのが主な用途で、1990年代からの急速な国際化に伴って、ブータンで当たり前であった価値観を改めてシステム化する必要があったという。
2013年現在、ブータンではGNH達成が目標として掲げられつつもいまだ実現には至っていない状態にある。ブータン国立研究所が2010年に行った調査では、ブータン国民の平均幸福度は6.1で、日本の6.6を下回っている。

## 調査方法の概要
2年ごとに聞き取り調査を実施し、人口67万人のうち、合計72項目の指標に1人あたり5時間の面談を行い、8000人のデータを集める。これを数値化して、歴年変化や地域ごとの特徴、年齢層の違いを把握する。国内総生産(GDP)が個人消費や設備投資から成り立つように、GNHは 1.心理的幸福、2.健康、3.教育、4.文化、5.環境、6.コミュニティー、7.良い統治、8.生活水準、9.自分の時間の使い方の9つの構成要素がある。GDPで計測できない項目の代表例として、心理的幸福が挙げられる。この場合は正・負の感情（正の感情が 1.寛容、2.満足、3.慈愛、負の感情が 1.怒り、2.不満、3.嫉妬）を心に抱いた頻度を地域別に聞き、国民の感情を示す地図を作るという。どの地域のどんな立場の人が怒っているか、慈愛に満ちているのか、一目でわかるという。
2005年には、ブータンで初の国勢調査が行われた。アンケート項目は数百に及ぶが、中で特徴的なものは次のようなものであった。
- 【満足度】自分で幸せだと思うか、幸せになるにはどのようなことが必要か？
- 【精神面】自分自身がスピリチュアルだと思うか？お祈りや瞑想をするか？
- 【自殺について】自殺を考えたことがあるか？実行しようとしたことがあるか？
- 【環境に関する教養】身近な植物の種に関する知識、水路のメンテナンスが重要だと思うか、自分で植林をするか。
- 【Cultural literacy】地域の祭り、祭りの意味、祭りで行われるダンスや歌の意味の知識について
- 【信用感】ブータン人/近所の住人をどれだけ信用しているか？

ただし2005年の調査で用いられたアンケート項目には不備も指摘されている。例えば本調査の結果を元に、「あなたは今幸せか」という問いに対して97%が幸福と答えた、との引用がなされることがあるが、このアンケートは「非常に幸福 (very happy)」「幸福 (happy)」「非常に幸福とはいえない (not very happy)」の3択で、回答の集まりやすい中間の選択肢が偏ったものになっており、また「どちらでもない」といった選択肢が用意されていないものであった。2010年からは0-10までの11段階評価による調査に改められている。

## 展望
ブータン国立研究所所長である、カルマ・ウラはGNHについて次のように述べている。
「経済成長率が高い国や医療が高度な国、消費や所得が多い国の人々は本当に幸せだろうか。先進国でうつ病に悩む人が多いのはなぜか。地球環境を破壊しながら成長を遂げて、豊かな社会は訪れるのか。他者とのつながり、自由な時間、自然とのふれあいは人間が安心して暮らす中で欠かせない要素だ。金融危機の中、関心が一段と高まり、GNHの考えに基づく政策が欧米では浸透しつつある。GDPの巨大な幻想に気づく時が来ているのではないか。」
一方、2013年現在ブータンでは若年層の失業が問題となっており、こうした現実から国内でもGNHの概念が必ずしも支持を得ているわけではない状態にある。批判に対して、GNHを考案したブータン研究センターの研究者は「GNHはブータン国民全体の目標であり、達成しようと目指しているものだ。現時点でブータンがGNHを達成したとは誰も言っていない」と述べている。
本項と直接関係はないが、中国の地方政府が2011年から始まった5カ年計画で、「幸福指数」を政策目標にかかげるケースが相次いでいる。GDP偏重になるあまりに、過剰投資や貧富の格差などの社会問題を生みだしていたとの認識が広がっているためで、重慶市や北京市、広東省、貴州省などが具体案を掲げている。
国民総幸福量は、優れたマーケティング手法でもある。無いも同然の国民総生産の数値を国民総幸福量で覆い隠し、ブータンを理想郷と信じる世界の富裕層の観光客を呼びこむためのものとも指摘されている。

## 批判
国内の論者はブータンのGNHに関する試みはマイノリティとして存在するヒンドゥー系ローツァンパへの抑圧から、世界の目をそむけさせるものであると主張している。
経済学的な視点からは、GNHは幸福の主観的な判定に頼っているため、政府が国益に沿うようにGNHを定義できてしまうと述べられている。経済学者ディアドラ・N・マクロスキーはこのような測定は非科学的であると批判する。いわく「自身を幸せだと言う人の割合を記録することは、単に人々の言葉の使い方がわかるにすぎない」そのように社会の表象を描き出すことは、「物理学において、人々に今日の天気は暑いか寒いか尋ねるようなものである」。また、「高度な文化は実際、商業的に繁栄している領域にある。ギリシャ黄金時代から宋王朝、そしてルネッサンス果てはオランダ黄金時代など。」とMcCloskeyはその幸福が反消費主義に立脚していることを批判する。
また、国際的な幸福の比較はこのモデルでは難しいだろうという論者もいる。提唱者はGNHの測定項目を各国が選択できるようにしているため、時間を超え国を超えた比較は曖昧なものになってしまう。GDPは便利で国際的な指標である。調査では各文化における幸福の目印は驚くほど普遍的だと示している。というのも人々は強く、頻繁な社会的つながり、健康的な環境、良い統治の経験などを持っていれば、通常より人生に満足していると答えるとされる。よってGNHを幸福の国際的な指標とすることには疑問が残り、GDPが得たような普遍的な指標にはならないとしている。
ギャラップシステムも国の幸福度のデータを収集している。
GNHを公的に利用しているのはブータンのみであり、Gross National Happiness Commissionは政権の意思決定と資源割り当ての見直しに一役買っている。2013年、新政権はGNHをグローバルスタンダードとする方向からブータン国民自体の幸福追求へと舵を切った。この転換をGNHの国際化の放棄であると解釈する者もいる。